# Панджшерский конфликт
Панджшерский конфликт — противостояние в Афганистане между установившим после падения Кабула 15 августа 2021 года контроль почти над всей территорией страны движением «Талибан» и Фронтом национального сопротивления Афганистана, включающим ряд представителей военных и политических структур де-факто ликвидированной Исламской Республики Афганистан.

## Предпосылки
После взятия Кабула «Талибаном» 15 августа 2021 года единственным неподконтрольным движению регионом стала провинция Панджшер.

## История
см. Фронт национального сопротивления Афганистана